# 石川康長
石川康長（日语：／ Ishikawa Yasunaga，1554年—1643年1月30日），是日本安土桃山時代至江戶時代前期的武將和大名。父親是石川數正。信濃松本藩第2代藩主。

## 生平
在天文23年（1554年）出生，家中長男。在天正13年（1585年）與父親一同從德川家康之下出奔並仕於豐臣秀吉。在文祿元年（1592年）因為父親死去而繼任家督並成為第2代藩主，繼承父親遺領的10萬石中的8萬石，其餘2萬石則分給2個弟弟。
康長在持續在父親一代已經開始在居城松本城的普請並進一步推行，不過因為規模已經超過8萬石，領內百姓都相當辛勞。伐採山林的木材和竹，在拆除民家後亦沒有補償，不斷施行強更的政策（『信府統記』）。在得知搬運太鼓門前巨石的苦力投訴苦況後，親自把這個苦力斬首，並舉起長槍大叫「大家，好了，拉吧」（者どもさあ引け）（作者：田中薰，現代書館，2007年5月出版）。
在慶長2年（1597年）被下賜豐臣姓。於慶長5年（1600年）的關原之戰中跟隨德川秀忠在中山道進軍，與日根野吉明一同在進攻西軍真田氏的小縣郡冠者嶽城時大敗，不過因為參加東軍，於是成功保全所領。慶長18年（1613年），因為與大久保長安的親戚關係而在大久保長安事件中遭到连坐，與被投訴隱瞞領地的弟弟康勝、康次一同被改易，於是被流放至豐後佐伯並由毛利高政軟禁。改易的理由是因為進行超過分量的城池普請（『信府統記』），亦有說法指是因為幕府蓄意压制外样大名。在慶長19年（1614年）在大坂之陣中與弟弟康勝一同屬於豐臣方參戰。（一說指康長在慶長20年（1615年）戰死，不過墓所在康長的流放地大分縣）
在寬永19年（1642年）12月11日於流放地死去。享年89歲。